# 青森市立造道小学校
青森市立造道小学校（あおもりしりつ つくりみちしょうがっこう）は、青森県青森市にある公立小学校。青森市の小学校では唯一創立記念日がない（創立の日が書かれた書類が残っていない）。

## 基礎情報
- 所在地 - 造道三丁目4-16

## 沿革
- 1877年（明治10年） - 陸奥国津軽郡造道村に、造道小学発足。
- 1886年（明治19年）4月1日 - 造道簡易小学校と改称。
- 1892年（明治25年）4月1日 - 造道尋常小学校と改築。
- 1893年（明治26年）4月26日 - 大字造道字沢田27番地の伊藤清吉所有の家屋を校舎に充てる。
- 1894年（明治27年）4月15日 - 大字造道字沢田56番地に、校舎新築移転。
- 1910年（明治43年）1月6日 - 新校舎落成式挙行。
- 1914年（大正3年）4月1日 - 青森県師範学校付属小学校代用小学校となる（1932年（昭和7年）3月31日まで）。
- 1927年（昭和2年）5月15日 - 造道村大字造道と大字八重田が青森市に編入された為、青森市立造道尋常小学校と改称。同日、文集「玄土」創刊号発刊。
- 1940年（昭和15年）1月10日 - 2階建2教室新築、落成式挙行。
- 1941年（昭和16年）
  - 4月1日 - 国民学校令により、造道国民学校と改称。
  - 9月3日 - 校旗樹立、校歌制定。
- 1943年（昭和18年）5月15日 - 創立50周年記念式典挙行。
- 1947年（昭和22年）
  - 2月3日 - 学校給食開始。
  - 4月1日 - 学校教育法施行により、青森市立造道小学校と改称。
  - 7月18日 - 父母の教師の会結成。
- 1950年（昭和25年）6月1日 - 第一期工事竣工（2階建6教室）。
- 1951年（昭和26年）4月5日 - 第二期工事竣工（2階建5教室・校長室・職員室・宿直室・衛生室・水呑場等）。同日、図書室開設。
- 1954年（昭和29年）6月1日 - 屋内体操場竣工。
- 1957年（昭和32年）12月6日 - 校地を買収し、校庭拡張。
- 1959年（昭和34年） - 校舎増築。
- 1962年（昭和37年）11月5日 - 完全給食開始。
- 1969年（昭和44年） - プレハブ9教室増築。
- 1973年（昭和48年）4月1日 - 小柳小学校開校に伴い、学区を変更。さらに、本校から、児童28名を小柳小学校へ転籍。
- 1976年（昭和51年）3月26日 - 新校舎竣工移転。
- 1977年（昭和52年）12月17日 - 体育館新築竣工。
- 1978年（昭和53年）3月12日 - 創立100周年記念式典挙行。
- 1979年（昭和54年）10月10日 - 『青森県師範学校代用付属小学校記念碑』が、昭和8年度卒業生によって、建立された。
- 1994年（平成6年）5月15日 - 校庭全面整備。
- 2024年（現在）　　今は新しい校舎を建設しており、もう少しで今の校舎は壊され、グラウンドになる。

## 学区
造道（1丁目～3丁目）、東造道（1丁目～3丁目）、八重田（1丁目の一部、2丁目、3丁目、4丁目の一部）、岡造道（1丁目の一部、2丁目の一部、3丁目の一部）、矢作（1丁目～3丁目）、本泉（1丁目の一部、2丁目の一部）、はまなす（1丁目の一部、2丁目の一部）、けやき（1丁目の一部、2丁目の一部）

## アクセス
- 青森市営バス「造道」バス停下車後、青森市道沿いにある正門まで、
  - 青森駅方面行のりばから、すぐ近く（徒歩約15mほど）。
  - 東部営業所・県立中央病院方面行のりばから、徒歩約70m・約1分。

## 進学先中学校
- 青森市立造道中学校